# Amador Rodríguez Céspedes
Amador Rodríguez Céspedes (* 8. September 1956 in der Provinz Holguín) ist ein kubanischer Schachspieler. Seit 2002 spielt er für Spanien, er besitzt die spanische Staatsbürgerschaft.
Die kubanische Einzelmeisterschaft konnte er dreimal gewinnen: 1984 (geteilter Erster mit Jesús Nogueiras) in Holguín, 1988 in Camagüey und 1997 (geteilter Erster mit Reynaldo Vera) in Matanzas. Er spielte für Kuba bei zehn Schacholympiaden: 1974, 1978 bis 1990, 1994 und 1996. Außerdem nahm er dreimal an den Mannschaftsweltmeisterschaften (1989 bis 1997) und an drei panamerikanischen Meisterschaften (1987 bis 1995) teil.
Im Jahre 1975 wurde ihm der Titel Internationaler Meister (IM) verliehen, der Großmeister-Titel (GM) folgte 1977. Seine höchste Elo-Zahl war 2555 im Januar 1997.
| Hier fehlt eine Grafik, die leider im Moment aus technischen Gründen nicht angezeigt werden kann. Wir arbeiten daran! |